# Scobicia pustulata
Scobicia pustulata là một loài bọ cánh cứng trong họ Bostrichidae. Loài này được Fabricius miêu tả khoa học năm 1801.